# 浙江大学医学院附属第四医院
浙江大学医学院附属第四医院，又名浙江省义乌医院，简称浙医四院，是由浙江大学和义乌市政府合作共建、义乌市政府全额投资、浙大负责管理的综合性三级甲等医院。位于义乌市商城大道N1号，占地面积189.3亩、一期建筑面积12.3万平米，建有920张床位，是省市医保定点医院。2014年10月31日医院门诊试运行。该院目前暂未评级。

## 简介
浙江大学各个附属医院以“科对科”形式援建了浙医四院，医院设12个职能部门，23个临床科室，以及13个医技科室。
现任院长为陈亚岗，他曾于1997—2009年担任浙江大学医学院附属第一医院的副院长。